# Гискра, Карл
Карл Гискра (нем. Carl Giskra или нем. Karl Giskra; 29 января 1820, Моравска-Тршебова — 1 июня 1879, Баден) — австрийский государственный деятель; профессор государственного права в Венском университете; доктор философии и доктор права. Почётный гражданин Вены  и Инсбрука.

## Биография
Карл Гискра родился 29 января 1820 (по другим источникам 29 июня 1820) года в городке Моравска-Тршебова (ныне территория Чехии). Получил докторскую степень по философии в Венском университете в 1840 году и докторскую степень по праву в 1843 году. 
В 1848 году, в ходе революции 1848—1849 гг. в Австрийской империи, Гискра возглавил Академический легион в Вене и был избран депутатом Франкфуртского национального собрания, где горячо отстаивал идею пангерманизма. В 1850 году вновь вернулся в Вену.
С 1860 года Карл Гискра работал юристом в Брно. Избранный в 1861 году в Венский рейхсрат, он, благодаря своему пылкому красноречию, стал одним из вождей либеральной немецкой партии. В 1866 году, занимая должность бургомистра Брюнна, Гискра сумел показать свои административные и организаторские способности во время прусской оккупации. 

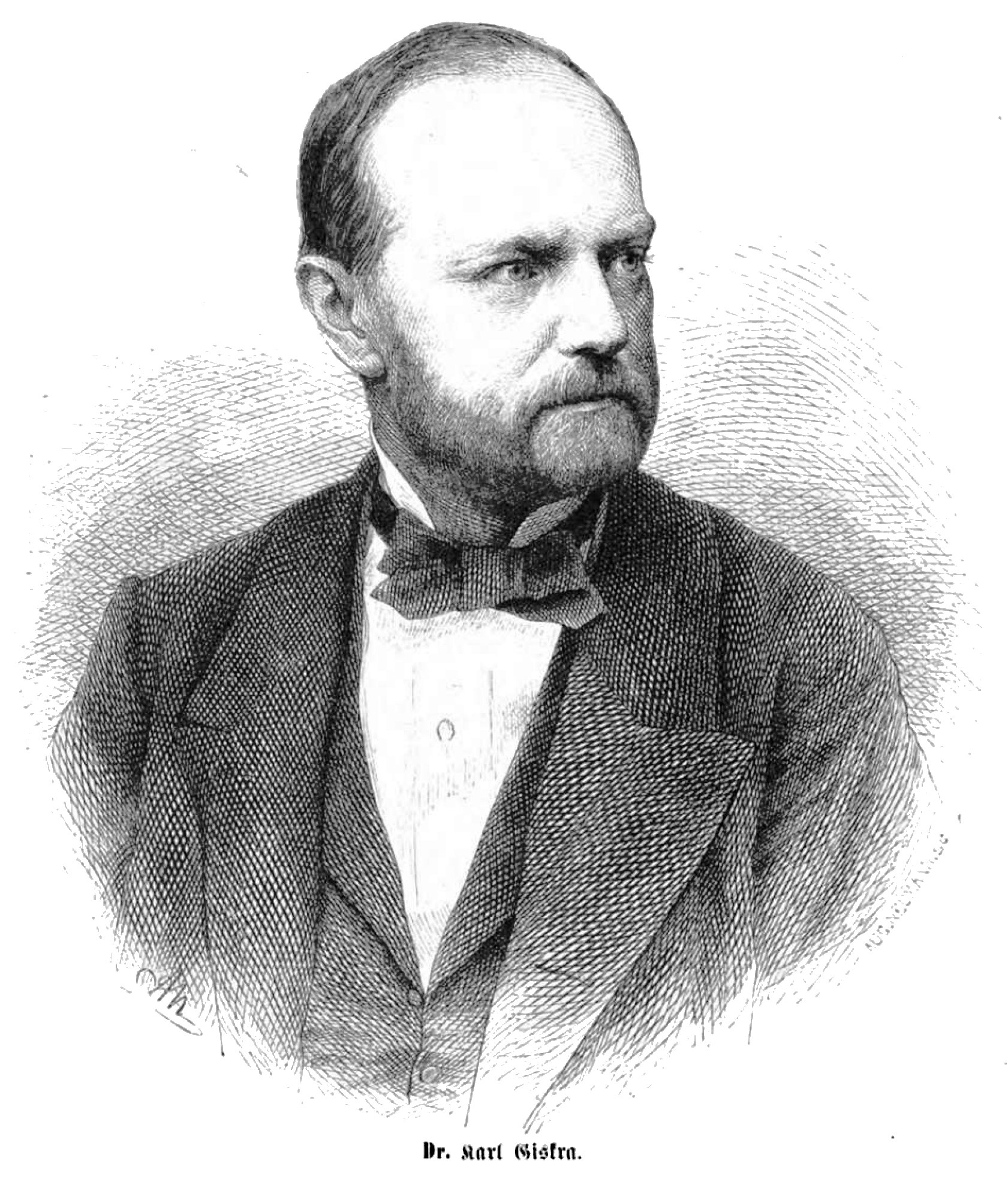
Карл Гискра (1868)

В 1867 году Гискра был избран президентом нижней палаты и затем получил портфель министра внутренних дел в кабинете («бюргерском министерстве») Карла фон Ауэршперга; на этом посту он и оставался после Ауэршперга (при Таафе и Гаснере). Результатом его деятельности стало проведение вероисповедных законов, окончательное разделение властей административной и судебной, уничтожение последних остатков феодализма, «урегулирование берегов Дуная» близ австрийской столицы. 
В 1870 году К. Гискра вышел в отставку, так как кабинет затягивал избирательную реформу, а Гискра хотел немедленного её осуществления. Гискра продолжал принимать деятельное участие в прениях рейхсрата и делегаций, особенно в борьбе с министерством Карла Зигмунда Гогенварта. 
В 1877—1878 гг. он обратил на себя внимание своей оппозицией восточной политике графа Дьюла Андраши.
Карл Гискра умер 1 июня 1879 года в городе Бадене.
Его заслуги перед отечеством были отмечены орденом Железной короны 2-й степени.